# Myiarchus oberi
A Myiarchus oberi a madarak osztályának a verébalakúak (Passeriformes) rendjébe, a királygébicsfélék (Tyrannidae) családjába tartozó faj.

## Rendszerezése
A fajt George Newbold Lawrence amerikai üzletember és amatőr ornitológus írta le 1877-ben.

## Alfajai
- Myiarchus oberi berlepschii Cory, 1888
- Myiarchus oberi oberi Lawrence, 1877
- Myiarchus oberi sanctaeluciae Hellmayr & Seilern, 1915
- Myiarchus oberi sclateri Lawrence, 1879[2]

## Előfordulása
A Karib-térségben, Antigua és Barbuda, Barbados, Dominikai Közösség, Guadeloupe, Martinique, Montserrat, Saint Kitts és Nevis, Saint Lucia, Saint Vincent és a Grenadine-szigetek területén honos. 
Természetes élőhelyei a szubtrópusi és trópusi síkvidéki esőerdők és cserjések, valamint ültetvények. Állandó, nem vonuló faj.

## Megjelenése
Testhossza 22 centiméter.

## Természetvédelmi helyzete
Az elterjedési területe kicsi és szétszórt, egyedszáma ugyan csökken, de még nem éri el a kritikus szintet. A Természetvédelmi Világszövetség Vörös listáján nem fenyegetett fajként szerepel.